# Sin-le-Noble
Sin-le-Noble és un municipi francès, situat a la regió dels Alts de França, al departament del Nord. L'any 2006 tenia 16.729 habitants. Limita al nord-est amb Lallaing, a l'est amb Dechy, al sud amb Férin, al sud-oest amb Lambres-lez-Douai, a l'oest amb Douai i al nord-oest amb Waziers.

## Demografia
| Evolució de la població Ehess i INSEE |       |       |       |       |       |       |       |       |
| 1793                                  | 1800  | 1806  | 1821  | 1831  | 1836  | 1841  | 1846  | 1851  |
| 2 083                                 | 2 084 | 2 292 | 2 452 | 2 738 | 2 857 | 2 949 | 3 063 | 3 043 |

| 1856  | 1861  | 1866  | 1872  | 1876  | 1881  | 1886  | 1891  | 1896  |
| ----- | ----- | ----- | ----- | ----- | ----- | ----- | ----- | ----- |
| 3 190 | 3 931 | 4 606 | 4 919 | 5 195 | 5 634 | 6 091 | 6 502 | 6 969 |

| 1901  | 1906  | 1911  | 1921  | 1926   | 1931   | 1936   | 1946   | 1954   |
| ----- | ----- | ----- | ----- | ------ | ------ | ------ | ------ | ------ |
| 8 112 | 9 305 | 9 975 | 9 301 | 11 269 | 12 133 | 12 424 | 12 744 | 13 664 |

| 1962   | 1968   | 1975   | 1982   | 1990   | 1999   | 2006 | 2011 | 2016 |
| ------ | ------ | ------ | ------ | ------ | ------ | ---- | ---- | ---- |
| 14 794 | 16 065 | 18 664 | 18 122 | 16 472 | 16 972 | -    | -    | -    |

| 2019 | - | - | - | - | - | - | - | - |
| ---- | - | - | - | - | - | - | - | - |
| -    | - | - | - | - | - | - | - | - |

## Administració
| Període   | Identitat        | Partit |
| --------- | ---------------- | ------ |
| 2001-2008 | Christiane Pezin | UMP    |
| 2008-     | Christian Entem  | PS     |

## Agermanaments
- Cecina (Toscana)
- Święta Katarzyna
- Yéné